# Commandos de chasse
Les commandos de chasse sont des unités militaires créées en 1959, pendant la guerre d'Algérie, pour mener des opérations de contre-guérilla et démanteler les katibas hostiles à la présence française en Algérie. Il s'agit, dans le cadre du Plan Challe, de mettre sur pied des unités mobiles, héliportées, capables d'exploiter sur le champ des renseignements pour harceler, traquer et mettre hors d'état de nuire les groupes rebelles déjà affaiblis par la bataille des Frontières. Les commandos de chasse seront dissous en avril et mai 1962.

## L'expérience de l'Indochine (1951-1954)
Le général Challe qui succéda le 12 décembre 1958 au général Salan, comme commandant en chef de l'armée française en Algérie, avait été favorablement impressionné par les résultats obtenus en Indochine par le Groupement de Commandos Mixtes Aéroportés (GCMA). Ces unités, créées en avril 1951 et qui relevaient des services spéciaux (SDECE), avaient opéré sur les arrières de l’ennemi, notamment en zone montagneuse. Les commandos mixtes aéroportés, qui comptaient plus de 3 500 hommes, encadrés par quelques gradés européens, étaient tous composés d'autochtones (Hmong, Thaï, Nung, Méo et Laotiens pour la plupart). La condition même de leur succès avait été d’évoluer au milieu de la population « comme des poissons dans l’eau » et de retourner les méthodes de leurs adversaires à l’avantage de l’armée française. 
Le général Challe avait également été impressionné par les résultats des commandos Nord Vietnam, créés en juillet 1951 et opérant dans le Nord Vietnam (ex-Tonkin) et au Laos. Le rôle de ces unités, qui avaient compté plus de 5 000 hommes, était le renseignement et la tactique de contre-guérilla en riposte à la guerre non conventionnelle menée par le Viet-Minh. Le format retenu pour ces commandos, au nombre de 45, était d'environ 120 hommes de troupes, tous recrutés localement, certains étant parfois d'anciens soldats du Viet-Minh « retournés » par les Français. 
Ces expériences, selon le général Challe, pouvaient se renouveler en Algérie, sur une échelle beaucoup plus grande.

## Contexte de création (1959)
En 1958, ce sont plus de 400 000 soldats français qui sont en permanence sur le terrain en Algérie. Ils se répartissent en deux grands types d'unités. D'une part, les “troupes de secteur” qui reçoivent la responsabilité d’un territoire au sein duquel elles doivent assurer la protection des populations, tout en luttant contre les éléments rebelles dans la mesure de leurs moyens. D'autre part, pour les opérations plus importantes, elles reçoivent le renfort d’unités de “réserve générale” constituées de parachutistes et de légionnaires (10e DP, 25e DP, etc.). Mais les différentes opérations d’envergure menées avec des moyens importants au sol appuyés par l’aviation ne donnent pas toujours les résultats escomptés, car les bandes rebelles sont très bien renseignées et aménagent de nombreuses caches et abris dans le djebel.  
C’est alors que le général Challe met en place une série de mesures appelées par la suite “plan Challe” et destinées à redynamiser la lutte contre la rébellion. Outre le renforcement de la ligne Morice par l’aménagement d’un large glacis en arrière du barrage, sa principale décision porte sur la création d’unités légères de contre-guérilla à base de supplétifs musulmans, privilégiant la rapidité et le secret, et appuyées dès que nécessaire par les "troupes de secteur", par l’aviation et par des détachements héliportés des unités "de réserve générale". Ces unités légères de contre-guérilla d’un genre totalement nouveau sont destinées à traquer sans relâche, de jour comme de nuit, les bandes rebelles sur leur terrain. Elles porteront le nom de “commandos de chasse”. 

## Missions des commandos de chasse
La directive du 22 décembre 1958 définit précisément leurs missions : « Ce sont des unités légères spéciales, à base de harkis » constituées pour « donner la chasse aux bandes rebelles en collant aux katibas » et bénéficiant autant que de besoin des appuis des unités de secteur, des détachements héliportés et de l’aviation. La mission principale des commandos de chasse est donc de “marquer” une katiba, c’est-à-dire la rechercher, la repérer, la poursuivre et la harceler en permanence dans ses zones refuges en vue de la détruire avec l’aide de renforts des "troupes de secteur" ou des unités héliportées de "réserve générale". 
Les missions secondaires qui en découlent sont le renseignement (observation à partir de postes dissimulés, reconnaissance dans la profondeur) ; le harcèlement (embuscades préparées de nuit sur les axes fréquentés) ; le choc et enfin l’action psychologique sur les villageois lors des patrouilles dans les douars (division administrative rurale) les plus isolés souvent soumis à la terreur des bandes rebelles. Les commandos de chasse doivent bénéficier d’une grande liberté d’action de la part des commandants de secteurs pour agir selon les trois principes de la guérilla : secret, surprise et rapidité.

## Recrutement et moyens
L'instruction provisoire du 19 janvier 1959 fixe à 157 l'effectif d'un commando, à partir du modèle d'une compagnie d'infanterie type 107. Mais ce nombre reste largement théorique. Entre le tiers et la moitié de l'effectifs des commandos de chasse est constitué de harkis et de Français de souche nord-africaine (FSNA). Certains des membres des commandos sont d'anciens "prisonniers internés-militaires" (PIM) ralliés à l'armée française, comme c'est le cas par exemple au commando Georges. L'autre partie des effectifs des commandos de chasse est constituée d'appelés du contingent, issus des "troupes de secteur", tous obligatoirement volontaires. 

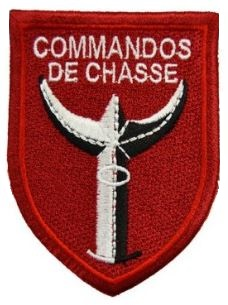
Ecusson d'épaule des commandos de chasse

Le général Challe décide en outre de doter les commandos de chasse issus des "troupes de secteurs" de moyens ordinairement dédiés en priorité aux unités de "réserve générale". Ainsi, par rapport à une compagnie d'infanterie classique "de secteur", les commandos de chasse reçoivent de l'armement plus moderne et en plus grande quantité : pistolets mitrailleurs MAT-49 et fusils semi-automatique FSA 49/56 supplémentaires, ainsi que les nouveaux pistolets MAC-50. Des postes radios de dernière génération PRC 10 sont également fournis en dotation. Les commandos de chasse sont également renforcés en jeeps, véhicules 4x4 et camions.
Les hommes des commandos de chasse se distinguent également de leurs camarades des "troupes de secteur" par leur tenue. Ils portent des vestes camouflées, des rangers, des casquettes Bigeard comme celles portées dans les unités paras, de nouveaux anoraks et aussi des kachabias.
Les commandos de chasse portent par ailleurs le béret noir, ainsi qu'un écusson d'épaule en tissu représentant un trident.
Les instructions du général Challe provoquèrent l’enthousiasme de certains commandants de "troupes de secteurs" et l’incompréhension d’autres. Elles dérangeaient des habitudes prises depuis déjà plusieurs années. En effet les commandos de chasse constituaient un « écrémage » des meilleurs éléments, notamment sur le plan des cadres. Tous ceux des commandos de chasse devaient être volontaires et les chefs "d’unités de secteur", notamment les commandants de compagnie, n’aimaient guère voir partir leurs meilleurs soldats pour le commando de chasse du régiment. 
Malgré les risques indéniables que comportait ce mode d’action, l’attrait d’une vie rude et l’intérêt de la mission provoquèrent de nombreuses vocations. De nombreux appelés trouvèrent dans « les bérets noirs » une ambiance de liberté et de camaraderie qu’ils n’avaient jusqu’alors jamais rencontrée en Algérie. Ces jeunes Européens trouvèrent dans les commandos de chasse des frères d’armes musulmans, qu’ils soient harkis ou ralliés, particulièrement aguerris et combatifs. Beaucoup avaient déjà lutté auparavant dans les rangs de l’Armée de libération nationale et connaissaient parfaitement le terrain qu’ils avaient à parcourir et les méthodes de combats et ruses de l’adversaire. Dès leur création, les commandos de chasse furent souvent jalousés.
Au total, plus de 175 commandos de chasse furent créés et environ 30 000 hommes (FSE et FSNA) ont servi dans leurs rangs entre 1959 et 1962.

## Centres d'entraînement des commandos de chasse

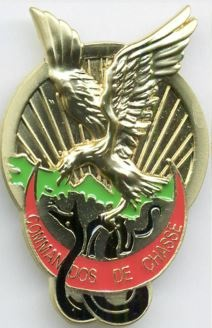
Insigne du CEPCC no 1

En décembre 1958 s’ouvre près du Grand Barrage de l'Oued Fodda (Orléansville) un centre d’instruction, devenu en février 1959 le Centre d’Instruction des Commandos de Chasse de la Zone Ouest Algérois (ZOA). Il prend ensuite les appellations successives de Centre d’instruction des commandos de chasse du Corps d’armée d’Alger en décembre 1959, puis de Centre d’entraînement à la contre guérilla (CECG) du Corps d'armée d‘Alger en janvier 1960, et enfin de Centre d'entraînement et de perfectionnement des commandos de chasse (CEPCC no 1) en juin 1960, où viennent se perfectionner périodiquement les commandos de ce corps d’armée.
Le Corps d'armée de Constantine ouvre le sien (CEPCC no 2) en août 1960 à la Grande Plage, à 17 km de Philippeville, suivi par le Corps d'armée d’Oran (CEPCC no 3) à Sassel près d’Er-Rahel en novembre 1961.

## Bilan
Selon l'historien David Rey, « les commandos de chasse vont, en quelques mois, mettre à mal la rébellion et considérablement réduire l’envergure des actions de l’ALN dont les unités ne peuvent plus se déplacer de nuit en sécurité et ne trouvent plus de zones refuges pour se reconstituer. Le bilan de ces commandos de chasse, surnommés les “têtes chercheuses” du général Challe en raison de leur capacité à localiser les bandes rebelles, est éloquent. Leur action a été essentielle dans la neutralisation des bandes rebelles de l’ALN qui trouvaient encore refuge dans les zones montagneuses très difficiles à contrôler par les unités conventionnelles, généralement employées dans des opérations de grande envergure peu efficaces. Les commandos de chasse ont su découvrir les caches d’armes et de vivres, traquer sans relâche les groupes armés difficiles à localiser pour les détruire ou obtenir leur reddition. Leur redoutable efficacité était directement liée à leur mode d’action, semblable à celui des unités rebelles, et à la parfaite connaissance du terrain par les harkis, recrutés directement dans les villages proches des zones d’engagement ou anciens hors-la-loi (HLL) retournés ». 
Le commando de chasse le plus célèbre est le commando Georges qui a mis hors de combat, entre 1959 et 1962, près de 1 000 maquisards du FLN. 

## Les commandos de chasse de la gendarmerie
L'Armée de Terre, qui dispose de ses propres commandos de chasse depuis le début de l'année 1959 (comme le commando Georges), sollicite dans les mois suivants la gendarmerie pour constituer des forces supplémentaires.   

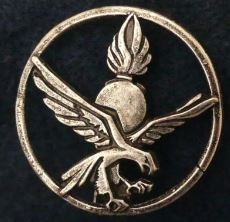
Insigne de béret des commandos de chasse de la gendarmerie

C'est en quelques mois (d'octobre à décembre 1959) que six commandos de chasse, dénommés "Partisans", sont alors organisés sous le commandement du capitaine de gendarmerie Pierre Schaefer. Bien que ces commandos soient placés sous la responsabilité de l'Armée de Terre, il s'agit de forces de gendarmerie, supervisées par un officier de gendarmerie. Pour marquer la différence avec les commandos de chasse de l'Armée, le groupement des commandos de chasse gendarmerie adopte le principe suivant : « allier la valeur militaire du para avec la valeur morale du gendarme ». La mission de contre-insurrection compterait de fait parmi les missions de la gendarmerie : « Prendre avec soi des volontaires recrutés dans “la partie saine de la population” ayant des lieux une connaissance complète, aller avec eux, en vivant leur vie, dans les plaines et dans les montagnes, mettre hors d’état de nuire des hors-la-loi qui ne respectent ni les personnes ni les biens, n’est-ce pas là une des missions fondamentales et traditionnelles de la Gendarmerie nationale ? Les commandos de chasse “gendarmerie” ne font pas autre chose avec leurs harkis originaires des montagnes de l’Ouarsenis, du Dahra et de la plaine du « Chelif ».  
Chacun des six commandos (Partisan 20, 21, 22, 26, 43, 44) est composé d'une centaine de harkis encadrés par une vingtaine de sous-officiers et officiers de gendarmerie. Un détachement héliporté d’exploitation du renseignement (DHER), baptisé "Partisan noir", complète le dispositif en mai 1960. Il s'agit à la fois d'emporter rapidement et de déposer au sol les groupes de combat dans les zones rebelles, et de fournir un appui éventuel (bombardements préventifs au canon). Sur le plan tactique, l'effet de surprise est recherché à travers l'organisation de contre-embuscades sur les arrières des groupes rebelles en embuscade, ou des opérations de désinformation et d'intoxication de l'ennemi pour diminuer sa vigilance avant un coup de main.

## Le commando de chasse des fusiliers-marins
Parmi les commandos de chasse mis en œuvre par l'Armée de Terre, on compte également un commando de chasse composé de fusiliers-marins de la Demi-Brigade des Fusiliers-Marins (DBFM). Il s'agit du commando 120, plus connu sous le nom de commando « Tempête », créé en juin 1959. Ce commando de chasse était lui-même issu du commando « Yatagan », dissous le 1er juin 1959 et dont la plupart du personnel rejoignit ensuite le nouveau commando « Tempête ». 
Le commando « Tempête » opérait dans la "Zone Ouest Oranais" (ZOO), dans le secteur de la 12e DI. Le commando « Tempête » reçut son fanion le 14 juillet 1959 et l'enseigne de vaisseau Ruyneau de Saint-Georges en fut le premier commandant. En juillet 1960, l'EV Poher prendra la suite, lui-même suivi de l'EV Paget. Après de nombreux combats, le commando « Tempête » sera dissous le 6 mars 1962.

## Commandos de chasse du Corps d'armée d'Alger
Abréviations : ZEA = Zone Est Algérois (27e DIA) ; ZNA = Zone Nord Algérois ; ZOA = Zone Ouest Algérois (9e DI) ; ZSA = Zone Sud Algérois (20e DI).
Les commandos sont classés ci-dessous par ordre de numéro. Sont indiquées leurs unités support.
Identification : K (Kimono) et P (Partisan).
Secteur de la 27e division d'infanterie alpine (Zone Est Algérois) :
- Commando K 01 – Palestro – ZEA : I/1er RIMa puis I/9e RIMa

- Commando K 02 – Palestro – ZEA : II/1er RIMa puis I/9e RIMa

- Commando K 03 – Palestro – ZEA : II/137e RI puis 1er RIMa

- Commando K 04 – Bouira – ZEA : 7e RH puis 19e RCC

- Commando K 06  – Azazga – ZEA : 6e RH puis 27e BCA

Secteur de la 20e division d'infanterie (Zone Sud Algérois) :
- Commando K 10 – Aumale – ZSA : I/410e RAA

- Commando K 11 – Aumale – ZSA : III/2e RI

- Commando K 12 – Aumale – ZSA : II/67e RI puis 27e RD

- Commando K 13 – Aumale – ZSA : I/2e RI

- Commando K 14 – Médéa – ZSA : II/6e RI

- Commando K 16 – Médéa – ZSA : III/6e RI

- Commando K 20 – Boghari – ZSA : II/2e RI devenu I/6e RI

- Commando K 21 – Teniet-El-Had puis Médéa – ZOA puis ZSA : I/47e RA

- Commando K 22 – Médéa – ZSA : 4e Cie du 504e Bataillon du train

Secteur de la 9e division d'infanterie (Zone Ouest Algérois) :
- Commando K 23 – Teniet-El-Had – ZOA : II/131e RI

- Commando K 24 – Cherchell – ZOA : 146e BI puis 586e Bataillon du train

- Commando K 26 – Boghari – ZOA : I/435e RAA, I/47e RA

- Commando K 30 – Miliana – ZOA : 586e Bataillon du train puis I/131e RI

- Commando K 31 – Orléansville – ZOA : 5e Cie nomade du 2e Groupe de compagnies nomades d'Algérie (2e GCNA)

- Commando K 32 – Teniet-El-Had – ZOA : 6e Cie nomade du 2e Groupe de compagnies nomades d'Algérie (2e GCNA)

- Commando K 33 – Orléansville – ZOA : 25e RD

- Commando K 34 – Ténès – ZOA : II/22e RI

- Commando K 36 – Ténès – ZOA : III/22e RI

- Commando K 40 – Duperré – ZOA : I/42e RA

Zone Nord Algérois :
- Commando K 41 – Blida – ZNA : 21e RIMa

- Commando K 42 – Ain-Taya – ZNA : 3e RCA puis I/117e RI

- Commando K 44 – Blida – ZNA : I/23e RIMa, I/65e RA

- Commando K 46 – Ain-Taya – ZNA : 117e RI

Secteur de la 27e division d'infanterie alpine (Zone Est Algérois) :
- Commando P 01 – Azazga – ZEA : 27e BCA

- Commando P 02 – Bordj-Menaïel – ZEA : 9e RIMa

- Commando P 03 – Bordj-Menaïel – ZEA : 9e RIMa

- Commando P 04 – Bouira – ZEA : 22e BCA

- Commando P 06 – Dra-El-Mizan – ZEA : 72e BG

- Commando P 10 – Azazga – ZEA :  I/61e RI, I/43e RA, 39e RI

- Commando P 11 – Fort-National – ZEA : 6e BCA

- Commando P 12 – Fort-National – ZEA : 7e BCA

- Commando P 13 – Fort-National – ZEA : II/39e RI puis 27e BCA

- Commando P 14 – Fort-National – ZEA : II/73e RIMa

- Commando P 16 – Palestro – ZEA : II/1er RIMa puis 159e RIA

Secteur de la 9e division d'infanterie  (Zone Ouest Algérois) :
- Commando P 20 – Gendarmerie – Orléansville – ZOA : III/131e RI

- Commando P 21 – Gendarmerie – Teniet-El-Had – ZOA : 5e RCA, II/131e RI

- Commando P 22 – Gendarmerie – Cherche – ZOA : III/22e RI

- Commando P 26 – Gendarmerie – Ténès – ZOA : II/22e RI

Secteur de la 20e division d'infanterie  (Zone Sud Algérois) :
- Commando P 30 – Aumale – ZSA : 8e RH

Secteur de la 27e division d'infanterie alpine (Zone Est Algérois) :
- Commando P 31 – Tizi-Ouzou – ZEA : 121e RI puis 15e BCA

Secteur de la 20e division d'infanterie (Zone Sud Algérois) :
- Commando P 40 – Boghari – ZSA : 1er RT

Secteur de la 9e division d'infanterie (Zone Ouest Algérois) :
- Commando P 43 – Gendarmerie – Ténès – ZOA : III/22e RI

- Commando P 44 – Gendarmerie – Cherchell – ZOA : 146e BI (1960)

## Commandos de chasse du Corps d’armée d’Oran
Identification : Z et M.
Les commandos sont classés par ordre de numéro. Sont indiquées leurs unités support.
Secteur de la 4e division d'infanterie motorisée (Zone Est Oranais) :
- Commando 41 – Tiaret – ZES : 31e GCP

- Commando 42 – Frenda – ZES : 5e GCP (commando "Bernard")
- Commando 43 – Saïda – ZES : ce secteur passera à la ZSO, le commando prenant le no 134 (commando « Cobra »)
- Commando 44 – Allou – ZES : 519e BT
- Commando 45 – Tiaret – ZES : 1er RI, 31e BCP
- Commando 46 – Vialar – ZES : 110e RI puis 36e RI
- Commando 47 – Saïda – ZES : ce secteur passera à la ZSO, le commando prenant le no 135 (commando « Georges »)
- Commando 48 – Saïda – ZES : ce secteur passera à la ZSO, le commando prenant le no 136 (commando « Trident »)
- Commando 49 – Aflou – ZES : I/403e RAA, IV/12e RA

Secteur de la 5e division blindée (Zone Nord Oranais) :
- Commando 51 – Inkermann – ZNO : II/93e RI puis 9e RCA
- Commando 52 – Relizane – ZNO : 6e RCA puis I/12e RAAMa
- Commando 53 – Palikao – ZNO : I/25e RA, I/62e RA
- Commando 54 – Mascara – ZNO : 19e BCP et 158e RI
- Commando 55 – Mostaganem – ZNO : II/24e RA puis I/62e RA
- Commando 56 – Cassaigne – ZNO : 1er Cuirassiers, III/44e RI

Secteur de la 12e division d'infanterie (Zone Ouest Oranais) :
- Commando 120 – Nemours – ZOO : Demi-Brigade des Fusiliers Marins (commando « Tempête », ex-commando « Yatagan »)
- Commando 121 – Sebdou/Mamia – ZOO : I/5e RI, I/8e RIMa
- Commando 122 – Tlemcen/Mamia – ZOO : III/22e RIMa
- Commando 123 – Sebdou/Tlemcen – ZOO : I/7e RI puis 6e RT
- Commando 124 – Tlemcen – ZOO : I/7e RI, V/10e RAMa
- Commando 125 – Nemours/Nédroma – ZOO : II/65e RIMa, RICM (commando « Panthère »)
- Commando 126 – Mamia/Nédroma  ZOO:  III/65e RIMa, II/66e RA (commando « Guépard »)
- Commando 127 – Sebdou – ZOO : 2e RCA
- Commando 128 – Nédroma – ZOO : II/66e RA, 3e Cuirassiers
- Commando 129 – Sebdou/Tlemcen – ZOO : II/7e RI puis 6e RT

Secteur de la 13e division d'infanterie (Zone Sud Oranais) :
La 13e DI s’étant déplacée vers le sud, en mai 1959, la désignation de ses commandos sera modifiée. De plus, la ZSO sera réorganisée en avril 1960.
- Commando 131 – Chanzy – ZSO : III/129e RI, 8e RIMa (deviendra le cdo no 296)
- Commando 131*– Ain-Sefra – ZSO : 2e REI (avril 1960)
- Commando 132 – Le Télagh – ZSO : II/21e RI, 1er RCC (deviendra le cdo no 295)
- Commando 133 – Chanzy – ZSO : 2e BT et II/129e RI (deviendra le cdo no 294)
- Commando 133*– Géryville – ZSO : 23e RS (commando « Griffon »)
- Commando 134 – Baudens – ZSO : I/129e RI (deviendra le cdo no 292)
- Commando 134* – Saïda (ex-no 43) – ZSO : I/8e RI (commando « Cobra »)
- Commando 135 – Saïda (ex-no 47) – ZSO : I/8e RI (commando « Georges »)
- Commando 136 – Saïda (ex-no 48) – ZSO : 8e RI, I/65e RA (commando « Trident »)
- Commando 137 – Saïda – ZSO : 454e GAA (commando « Maurice »)

Secteur de la 29e division d'infanterie (Zone Centre Oranais) :
- Commando 291 – Pérregaux – ZCO : II/3e RIA
- Commando 292 – Ain-Témouchent – ZCO : I/3e RIA, I/129e RI
- Commando 294 – Sidi-Bel-Abès – ZCO : II/129e RI (devenu 128e BI)
- Commando 295 – Le Télagh – ZCO : 21e RI puis 8e BZ
- Commando 296 – Sidi-Bel-Abès – ZCO: 128e BI
- Commando 297 – Le Télagh – ZCO : 21e RI puis 8e BZ

## Commandos de chasse du Corps d’armée de Constantine
Abréviations : ZEC = Zone Est Constantinois (2e DIM) ; ZNEC = Zone Nord-Est Constantinois (la ZEC de la 2e DIM se dédouble en deux zones : ZEC et ZNEC, de juin 1960 à août 1961) ; ZNC = Zone Nord Constantinois (14e DI) ; ZOC = Zone Ouest Constantinois (19e DI) ; ZSC = Zone Sud Constantinois (21e DI).
Indicatifs : V (Volontaire) ou L (Legere).
Les commandos sont classés par ordre de numéro. Sont indiquées leurs unités support.
Secteur de la 19e division d'infanterie (Zone Ouest Constantinois) :
- Commando V 10 – Bougie – ZOC : I/57e RI
- Commando V 11 – Akbou – ZOC : I/2e RIMa
- Commando V 12 – Lafayette/Kerrata – ZOC : 20e RD (commando « Noir »)
- Commando V 13 – Bordj-Bou-Arréridj – ZOC : 8e RS puis 6e RS
- Commando V 14 – Saint-Arnaud – ZOC : 15e BT
- Commando V 15 – Sidi-Aïch – ZOC : 28e BCA, II/11e RIMa

- Commando L 16 – Kerrata – ZOC : 11e BT

Secteur de la 14e division d'infanterie (Zone Nord Constantinois) :
- Commando V 20 – Djidjelli – ZNC : III/23e RI, 81e RIA
- Commando V 21 – Collo – ZNC : II/75e RIMa
- Commando V 22 – El-Milia – ZNC : I/23e RI
- Commando V 23 – Philippeville – ZNC : I/4e RIMa
- Commando V 24 – Mila – ZNC : 51e RI
- Commando V 25 – Constantine – ZNC : II/67e RA

- Commando V 26 – Ain-M’Lila – ZNC : 6e Cuirassiers

Secteur de la 21e division d'infanterie (Zone Sud Constantinois) :
- Commando V 30 – Barika – ZSC : 7e RT
- Commando V 31 – Batna – ZSC : III/94e RI
- Commando V 32 – Arris – ZSC : 4e BCP
- Commando V 33 – Khenchela – ZSC : I/1er RA
- Commando V 34 – Biskra – ZSC : 47e BI
- Commando V 36 – Barika – ZSC : 7e RT

- Commando V 38 – Corneille – ZSC : 30e BCP

Secteur de la 2e division d'infanterie marocaine (Zone Est Constantinois) :
- Commando V 40 – Bône – ZEC : 52e Bataillon des services puis 63e RIMa
- Commando V 41 – La Calle – ZEC : 1re Demi-Brigade de Chasseurs Alpins (commando « Toma »)
- Commando V 42 – Guelma – ZEC : 151e RIM
- Commando V 43 – Souk-Arras – ZEC : 153e RIM
- Commando V 44 – Souk-Arras – ZEC : 60e RI puis 4e RCA
- Commando V 45 – Clairfontaine – ZEC : 152e RIM
- Commando V 46 – Tebessa – ZEC : 26e RIM
- Commando V 47 – Ain-Beida – ZEC : 67e BI, 16e Dragons
- Commando V 48 – Tebessa – ZEC : I/22e RT puis 457e GAAL

- Commando V 49 – Souk-Arras – ZEC : 4e RCA (1961)

Secteur de la 19e division d'infanterie (Zone Ouest Constantinois) : les commandos de la série 60 ne sont créés qu’en janvier 1960 :
- Commando V 60 – Lafayette – ZOC : 4e Dragons
- Commando V 61 – Bougie – ZOC : I/57e RI
- Commando V 62 – Sidi-Aich – ZOC : 11e RIMa
- Commando V 63 – Akbou – ZOC : I/2e RIMa
- Commando V 64 – Bougie – ZOC : III/57e RI
- Commando V 65 – Bougie – ZOC : I/57e RI
- Commando V 66 – M’Sila – ZOC : 2e RIMa puis 4e BZ
- Commando V 69 – Akbou – ZOC : III/2e RIMa

Secteur de la 2e division d'infanterie marocaine (Zone Est Constantinois) : commandos légers satellites de V 41 (série 80) :
- Commando V 81 – La Calle – ZEC : 12e BCA
- Commando V 82 – La Calle – ZEC : 14e BCA
- Commando V 83 – La Calle – ZEC : 25e BCA
- Commando V 84 – La Calle/Bône – ZEC : I/60e RI

Secteur de la 19e division d'infanterie (Zone Ouest Constantinois) :
- Commando V 92 – Bordj-Bou-Arréridj – ZOC : 49e BI (1960)
- Commando V 94 – Bougie – ZOC : 29e BCP
- Commando L 103 – St-Arnaud/ Bordj-Bou-Arréridj – ZOC : 49e BI
- Commando L 104 – Saint-Arnaud – ZOC : 15e BT

Secteur de la 14e division d'infanterie (Zone Nord Constantinois) :
- Commando L 120 – Djidjelli – ZNC : 81e RIA
- Commando L 121 – Collo – ZNC : 43e BIMa
- Commando L 122 – El Milia – ZNC : 23e RI (deviendra V 22)
- Commando L 124 – Mila – ZNC : I/51e RI (deviendra V 24)

Secteur de la 21e division d'infanterie (Zone Sud Constantinois) :
- Commando L 130 – Arris – ZSC : 4e BCP
- Commando L 131 – Arris – ZSC : 10e BCP
- Commando L 132 – Arris – ZSC : 17e BCP
- Commando L 133 – Kenchela – ZSC : I/94e RI
- Commando L 134 – Kenchela – ZSC : II/94e RI
- Commando L 136 – Biskra – ZSC : 24e RIMa
- Commando V 137 – Batna – ZSC : I/421e RAA
- Commando V 138 – Kenchela – ZSC : I/94e RI
- Commando V 139 – Kenchela – ZSC : II/ 94e RI

Secteur de la 2e division d'infanterie marocaine (Zone Est Constantinois) :
- Commando L 141 – Souk-Arras – ZEC : 452e GAL
- Commando L 142 – La Calle – ZEC : 4e RCC, 60e RI, 6e Cuirassiers
- Commando L 143 – Souk-Arras – ZEC : 60e RI, 153e RIM
- Commando V 144 – Bône – ZEC : 63e RIMa (commando marine[réf. nécessaire])
- Commando V 145 – Souk-Arras – ZEC : 4e RH

Secteur de la 14e division d'infanterie (Zone Nord Constantinois) :
- Commando L 146 – Bône – ZNC : 152e RIM puis I/63e RIMa
- Commando L 147 – Bône – ZNC : II/63e RIMa (commando africain)

- Commando V 220 – Djidjelli – ZNC : 129e RI
- Commando V 221 – Philippeville – ZNC : I/16e RIMa
- Commando V 222 – Philippeville – ZNC : II/16e RIMa

## Commandos de chasse des Territoires du Sud
Les commandos de chasse y sont créés à partir d’octobre 1959.
Identification : X.
Secteur de Colomb-Béchar (Zone Ouest Sahara) : 
- Commando X 01 : 26e Dragons

- Commando X 02 : 35e RI

- Commando X 03 : 35e RI

- Commando X 04 : 35e RI

- Commando X 05 : 35e RI

- Commando X 06 : 35e RI

- Commando X 20 : 35e RI

- Commando X 21 : 26e Dragons

- Commando X 23 : 2e Cie saharienne d’infanterie (2e CSI)

- Commando X 24 : 3e Cie saharienne d’infanterie (3e CSI)

- Commando « Adax » : I/4e RIMa

- Commando « Caïman » : II/1er RIMa

Secteur de Laghouat (Zone Est Sahara) :
- Commando X 10 : I/13e RA

- Commando X 11 : Cie saharienne portée (CSP) de Metlili

- Commando X 26 : 4e Cie saharienne d’infanterie (4e CSI)

- Commando X 28 : 13e Cie saharienne portée d’infanterie de marine (13e CSPIMa)

- Commando X 29 : 2e Cie saharienne portée de la Légion étrangère (2e CSPL)

Secteur de Touggourt (Zone Est Sahara) :
- Commando X 12 : 2e Groupement saharien motorisé (2e GSM)

- Commando X 13 : Compagnie méhariste de l'Erg oriental (CMEO)